# Chlosyne sonorae
Chlosyne sonorae är en fjärilsart som beskrevs av Jean Baptiste Boisduval 1869. Chlosyne sonorae ingår i släktet Chlosyne och familjen praktfjärilar. Inga underarter finns listade i Catalogue of Life.